# O giv mig tusen tungors ljud
O giv mig tusen tungors ljud (på engelska O for a thousand tongues to sing) är en tackpsalm av Charles Wesley. Denna psalm infördes av den då 32-årige Wesley i hans dagbok för den 21 maj 1739, årsdagen av hans frälsningsupplevelse. Från början hade den 18 strofer och började "Glory to God and praise and love", men blev känd i förkortad form. Psalmen trycktes första gången i Hymn and Sacred Poems 1740. Den översattes första gången till svenska 1870 ("Upp att med tusen tungors ljud") och senare, 1880, till Metodist-Episkopalkyrkans svenska psalmbok 1892 och senare för baptisternas sångbok Psalmisten O, att med tusen tungors ljud. Nuvarande översättning utfördes 1982 av Arne Widegård. Psalmen sjungs till en tonsättning av Thomas Haweis från 1792 men i Psalmistens version med samma melodi som till psalmen Förlossningen är vunnen.

## Publicerad i
- Psalmisten 1928 som nr 471.
- Frälsningsarméns sångbok 1968 som nr 331 under rubriken "Jubel och tacksägelse".
- 1986 års ekumeniska psalmbok som nr 44 under rubriken "Jesus, vår Herre och broder".